# Egeside-Pulken-Yngsjön
Egeside-Pulken-Yngsjön este o arie protejată (arie de protecție specială avifaunistică — SPA) din Suedia întinsă pe o suprafață de 505,7 ha, integral pe uscat.

## Localizare
Centrul sitului Egeside-Pulken-Yngsjön este situat la coordonatele 55°52′36″N 14°11′58″E / 55.8767°N 14.1994°E.

## Înființare
Situl Egeside-Pulken-Yngsjön a fost declarat arie de protecție specială avifaunistică în decembrie 1998 pentru a proteja 13 specii de animale.

## Biodiversitate
Situată în ecoregiunile continentală și marină baltică, aria protejată nu include niciun habitat protejat.
La baza desemnării sitului se află mai multe specii protejate de  păsări (13): gâscă de semănătură (Anser fabalis), buhai de baltă (Botaurus stellaris), barză albă (Ciconia ciconia), erete de stuf (Circus aeruginosus), erete vânăt (Circus cyaneus), ciocănitoare neagră (Dryocopus martius), șoim de iarnă (Falco columbarius), cocor (Grus grus), sfrâncioc roșiatic (Lanius collurio), gaia roșie (Milvus milvus), vultur pescar (Pandion haliaetus), viespar (Pernis apivorus), cresteț pestriț (Porzana porzana).